# Groter Kokstad
Groter Kokstad (officieel Greater Kokstad Local Municipality) is een gemeente in het Zuid-Afrikaanse district Harry Gwala.
Groter Kokstad ligt in de provincie KwaZoeloe-Natal en telt 65.981 inwoners.

## Hoofdplaatsen
Het nationaal instituut voor de statistiek, Stats SA, deelt sinds de census 2011 deze gemeente in in 6 zogenaamde hoofdplaatsen (main place):
Aloekop • Franklin • Greater Kokstad NU • Kansdraai • Kokstad • Pakkies.